# Trøndersk
El Trøndersk és el dialecte noruec parlat a la regió de Trøndelag, al districte de Nordmøre i al municipi de Bindal a Noruega. A Suècia és parlat al nord de Jämtland, ja que fou colonitzat al segle xviii per colons de Nord-Trøndelag. Entre altres coses potser sobretot es caracteritza per l'ús d'apòcope, palatalització i l'ús de penjalls cap enrere. Històricament també es parlava en dues regions contigües de Jämtland.